# Ludwig-Uhland-Schule
Nach dem deutschen Dichter Ludwig Uhland (1787–1862) sind mehrere Schulen in Deutschland benannt.

## Liste
- Uhlandschule (Berlin-Schöneberg)
- Uhlandschule in Bettringen, siehe Bettringen #Bildung
- Uhlandschule in Gladbeck, siehe Liste der Baudenkmäler in Gladbeck
- Ludwig-Uhland-Gymnasium in Kirchheim unter Teck
- Ludwig-Uhland-Schule in Nürnberg, siehe Liste der Baudenkmäler in Nürnberg/Nordöstliche Außenstadt
- Uhlandschule (Offenbach-Bürgel)
- Uhlandschule Tettnang
- Uhland-Gymnasium Tübingen
- Ludwig-Uhland-Realschule in Wendlingen, siehe Wendlingen am Neckar #Bildungseinrichtungen
- Uhlandschule (Werne)